# 賀来賢人
賀来 賢人（かく けんと、1989年〈平成元年〉7月3日 - ）は、日本の俳優。
東京都出身。アミューズ所属を経て、フリーランス（2022年9月から）。妻は女優の榮倉奈々。叔母は女優の賀来千香子。

## 略歴
暁星小学校、暁星中学校、暁星高等学校を経て、青山学院大学経営学部中退。
高校生時代はバスケットボール部に所属して打ち込んでいた。部活動を引退した頃、とある芸能事務所からスカウトを受けたことを家族に話したところ、偶然賀来家の家族写真を見た現在の事務所のスタッフから「この子（賢人）に連絡が欲しいと伝えてください」と名刺を渡され、預かっていると知らされる。もともとドラマを視聴することが好きだったこともあり、興味を抱いた賀来が自ら連絡をとり事務所に所属。芸能活動を始めた。
2007年に映画で俳優デビュー。2008年の『太陽と海の教室』でゴールデンタイムドラマに初レギュラー出演。2009年、映画『銀色の雨』で初主演。2012年、TVドラマ『クローバー』で主演。2014年度上半期に放送された連続テレビ小説『花子とアン』でヒロイン・花子の兄・安東吉太郎を演じる。2015年放送の大河ドラマ『花燃ゆ』で新撰組・沖田総司を演じる。
舞台『スマートモテリーマン講座』やミュージカル『モンティ・パイソンのスパマロット』でコメディに対する適性を磨く。前者では安田顕、後者ではユースケ・サンタマリア、池田成志、皆川猿時といった演劇の実力者と共演して演技の腕前を磨いたが、そうした俳優たちと同列で演技を行うのだという意気込みもあったので恐怖心とプレッシャーは相当のものであったという。自身が常連出演者を務める福田雄一作品の一つである映画『斉木楠雄のΨ難』への出演によってコメディ俳優としてのブレイクを遂げたと言える。
2015年4月、ニューカレドニア観光親善大使に任命された。2018年10月期の連続ドラマ『今日から俺は!!』を務める。2019年8月公開の映画『ライオン・キング』の主人公・シンバの日本語吹き替えをオーディションによって抜擢される。2020年には映画やテレビでの活躍が認められ、将来有望な若手俳優に送られるエランドール賞新人賞が贈られた。
2022年9月1日、約16年間所属してきた「アミューズ」との専属契約を終了し、独立することを発表した。
2024年4月3日、自身が主演と原案を務めた『忍びの家 House of Ninjas』（Netflix）の監督だったデイヴ・ボイルと共同で映像制作会社「SIGNAL181」を設立したことを自身のInstagramにて報告した。

## 人物
- 尊敬している大好きな役者には堤真一、ジム・キャリー、アダム・サンドラーの名前を挙げている[19][20]。
- 好きな食べ物は焼肉、ステーキ、ケンタッキー[19][20]。デビュー時から「ケンタッキーのCMをやりたい」と各所で発言しており、自作のCMを作るほどであった。またバラエティ番組出演の際、好物を聞かれると必ず「ケンタッキー」と答えていた。
- 好きな言葉は「人生一度きり」[19][20]。
- 自身の性格については限りなく普通の人間である一方で、家事もまったくできないし甘えとかダメさがあるのかもしれないと自己分析している。また、家族など周りの人たちにはちゃんとしている人たちが多く、その分何もしなくてもみんながやってくれるから今まで成り立ってきた部分があり、それはそれで楽なのでそんな自身の性格が嫌いでは無いと語っている[19][20]。
- 小学校から高校を卒業するまでの12年間を、男子校で過ごしたせいか、「普通なら色気づく時期になっても、“カッコつけなきゃ”みたいな発想は微塵もなくて。誰もが、いかに仲間内で“笑い”を取れるかに必死でした。12年間、“面白い奴が一番強い”って信じてた（笑）」という青春時代を送っていた中で、テレビドラマ『木更津キャッツアイ』を観て、「お芝居という認識がなく見ていたんですけど、単純に楽しそうで。こんな楽しそうなら入ってみたい」「ああいう現場に自分もいたい」「これなら自分にもできるかもしれない」というシンプルな動機で役者を志した[21][22][23][24]。
- 趣味はバスケットボールと服の大人買い[25][19][20]。
- 『今日から俺は!!』の監督である福田雄一とは誰よりも先に仕事の相談をする深い関係であり、自身のアドリブによるコメディセンスやユーモアの技術は福田監督の現場の中で磨かれていったと語っている[19][20]。
- 芸能界で仲の良い友人には伊藤健太郎、落合モトキ、仲野太賀の名前を挙げている[19][20]。
- 日常生活では自分と関係のない映画作品を見ることがほとんど無く、見たとしても『ジュラシック・パーク』などの不朽の名作エンターテインメント映画くらいだと明かしている。また、演技や芝居そのものに興味はなく、それよりも自分が演じた役で誰かが腹を抱えて笑ってくれることにモチベーションを感じるため、出演する作品自体も『今日から俺は!!』や『木更津キャッツアイ』のような「何も考えずに観れた」「腹抱えて笑った」といった反響がもらえるような陽のオーラのあるコンテンツに関わっていたいと明かしている[19][20][24]。
- 閉所恐怖症であり（以下概括）、『TOKYO MER～走る緊急救命室～』にて「撮影の過酷さは過去No.1ですね。第7話は山もトンネルも地下もあったし、防護服を着用したまま、英語もしゃべらなきゃいけなかったので、1人でパニックになりつつ、何とか撮り切ったと思って、第9話の台本を見たら、また……。いや、だから、閉所恐怖症って言ったじゃん（笑）。役者人生の中で一番のピンチでしたね。」と振り返り、共演者の鈴木亮平も「口数が減ってましたね」と証言した[26]。
- 日本テレビの情報番組『バゲット』にて、白いTシャツを150枚所持しているのに、未だ理想とする白Tシャツに出会えていないことを明かしている[27]。

## 親族
- 2人兄弟の次男。女優の賀来千香子は父方の叔母[28]。賀来家のルーツは大分県にあり、祖先の賀来惟熊は幕末に民間初の鉄製大砲を作り上げた人物である[29]。
- 2016年8月7日、『Nのために』（TBS）で共演した女優の榮倉奈々と結婚したことを所属事務所を通して発表した[30]。2017年3月14日、榮倉が第1子を妊娠、同年夏に出産予定であることが明らかになった[31]。同年6月12日に第1子が誕生したことを2日後の6月14日に報告、性別や名前等は明かしていない[32]。2020年8月29日、第2子妊娠を報告、榮倉の所属事務所が「安定期に入っているが妊娠期間、出産時期は公表しない」とした[33]。翌2021年2月4日第2子を出産[34]。

## 出演

### テレビドラマ
- 東京少女 セピア編 さよなら少女（2008年2月、BS-i） - 亮 役
- 東京少女 水沢エレナ 好きといえない（2008年5月24日、BS-i） - 近藤 役
- 太陽と海の教室（2008年7月21日 - 9月22日、フジテレビ） - 伴野圭吾 役
- サザン30th×日テレ55thドラマ the波乗りレストラン（2008年11月1日 - 9日、日本テレビ） - でっちくん 役
- ごくせん 3年D組卒業スペシャル（2009年3月28日、日本テレビ） - 望月純平 役
- サムライ・ハイスクール（2009年10月17日 - 12月12日、日本テレビ） - 岩永仁 役
- タンブリング（2010年4月17日 - 6月26日、TBS） - 日暮里圭児 役
- Q10（2010年10月16日 - 12月11日、日本テレビ） - 影山聡 役
- おくさまは18歳 （2011年3月27日 - 、フジテレビTWO） - キシモトキョウスケ 役
- アスコーマーチ〜明日香工業高校物語〜（2011年4月24日 - 7月3日、テレビ朝日） - 玉木誠 役
- ヤング ブラック・ジャック（2011年4月23日、日本テレビ） - 辰巳勝也 役
- 最後の絆 沖縄・引き裂かれた兄弟 〜鉄血勤皇隊と日系アメリカ兵の真相〜（2011年8月13日、フジテレビ） - ヨウスケ 役
- 勇者ヨシヒコと魔王の城 第11話（2011年9月16日、テレビ東京） - 警察官 役
- ドラマバラエティー 祝女 レギュラー版 シーズン3（2011年10月15日 - 2012年2月25日、NHK総合）第1・3・6・13・14回ゲスト
- らんま1/2（2011年12月9日、日本テレビ） - 早乙女乱馬（男姿）役
- クローバー（2012年4月13日 - 6月29日、テレビ東京） - 主演・美咲隼斗 役
- ゴーストママ捜査線〜僕とママの不思議な100日〜 第1・2話（2012年7月7日・14日、日本テレビ） - 佐野タケル 役
- 泣くな、はらちゃん（2013年1月19日 - 3月23日、日本テレビ） - マキヒロ 役
- 女信長（2013年4月5日・6日、フジテレビ） - 織田信行 役
- ダンダリン 労働基準監督官 第5話（2013年10月30日、日本テレビ） - 唐沢隆士 役
- 連続テレビ小説 花子とアン（2014年3月31日 - 9月27日、NHK総合） - 安東吉太郎 役
  - スピンオフスペシャル 朝市の嫁さん（2014年10月18日、NHK BSプレミアム）
- 信長のシェフ Part2（2014年7月10日 - 9月4日、テレビ朝日） - 武田勝頼 役
- 昨夜のカレー、明日のパン（2014年10月5日 - 11月16日、NHK BSプレミアム） - 竹内虎尾 役
- Nのために（2014年10月17日 - 12月19日、TBS） - 安藤望 役
- 永遠の0（2015年2月11日 - 15日、テレビ東京） - 永井清孝 役
- 大河ドラマ 花燃ゆ 第24話・第25話（2015年6月14日・21日、NHK） - 沖田総司 役
- 逃げる女（2016年1月9日 - 2月13日、NHK総合） - 安藤純也 役[35]
- グッドパートナー 無敵の弁護士（2016年4月21日 - 6月16日、テレビ朝日） - 熱海優作 役[36]
- レンタル救世主 第5話（2016年11月6日、日本テレビ） - 近藤 役
- スーパーサラリーマン左江内氏（2017年1月14日 - 3月18日、日本テレビ） - 池杉照士 役
- 4号警備（2017年4月8日 - 5月20日、NHK総合） - 小林三喜男 役
- アキラとあきら（2017年7月9日 - 9月3日、WOWOW） - 階堂龍馬 役[37]
- 愛してたって、秘密はある。（2017年7月16日 - 9月17日、日本テレビ） - 立花暁人 役[38]
- わにとかげぎす（2017年7月19日 - 9月27日、TBS） - 花林雄大 役[39]
- 海月姫 第7話 - 最終話（2018年2月26日 - 3月19日、フジテレビ） - カイ・フィッシュ 役[40]
- 木皿泉劇場 道草（2018年5月12日、NHK BSプレミアム） - 純平 役
- 今日から俺は!!（2018年10月14日 - 12月16日、日本テレビ） - 主演・三橋貴志 役[41]
  - 金曜ロードSHOW!「映画公開記念!!今日から俺は!!スペシャル」（2020年7月17日）[42]
- 犬神家の一族（2018年12月24日、フジテレビ） - 犬神佐清 役[43]
- 死命〜刑事のタイムリミット〜（2019年5月19日、テレビ朝日） - 主演・榊信一 役[44] (吉田鋼太郎とW主演)
- アフロ田中（2019年7月6日（5日深夜） - 9月7日、WOWOW） - 主演・田中広 役[45]
- ニッポンノワール-刑事Yの反乱-（2019年10月13日 - 12月15日、日本テレビ） - 主演・遊佐清春 役[46][47]
- 死にたい夜にかぎって（2020年2月24日 - 3月30日、毎日放送） - 主演・小野浩史 役[48]
- まとわりつくオンナ - 五つの地獄編 第5話（2020年3月6日、TBS） - 記憶を失った青年 役[49]
- 半沢直樹（2020年7月19日 - 9月27日、TBS） - 森山雅弘 役[50]
- 親バカ青春白書 第5話（2020年8月30日、日本テレビ） - キャスター 役[51]
- TOKYO MER〜走る緊急救命室〜（2021年7月4日 - 9月12日、TBS） - 音羽尚 役[52]
  - TOKYO MER〜隅田川ミッション〜（2023年4月16日、TBS）[53][54]
- 土方のスマホ 正月の陣（2022年1月2日、NHK総合） - 坂本龍馬 役[55]
- マイファミリー（2022年4月10日 - 6月12日、TBS） - 三輪碧 役[56][57]
- 錦糸町パラダイス〜渋谷から一本〜（2024年7月13日 - 9月28日、テレビ東京） - 主演・木ノ本大助 役[58]

### 配信ドラマ
- teddy bear（2008年4月、魔法のiらんど） - 塚本成也 役
- ザ・プロローグ ぬくみ〜ず7 「THE BOY IN WONDERLAND」（2008年6月、フジテレビ On Demand） - 国沢みつる 役
- Happy! School Days!　episode.2「Hello Goodbye」（2010年3月8日配信、au LISMO Channel） - 村上航 役
- 仕返しお仕置きノート（2013年11月、D-NEXT） - 丸山正志 役
- 奇妙な恋の物語ーTHE AMAZING LOVE STORYー　episode.2「恋するエスパー」（2014年8月、UULAオリジナルドラマ）
- 宇宙の仕事 （2016年、Amazonプライム・ビデオ） - ルキーニ青山 役
- 新解釈・三國志－異聞－（2020年12月12日 - 26日、Hulu） - 周瑜 役[59]
- 忍びの家 House of Ninjas（2024年2月15日（全8話）、Netflix） - 主演・俵晴 役[注 3][60][61]
- ミッドナイト（2024年3月6日、Apple Japan YouTubeチャンネル） - 主演・ミッドナイト 役[62]
- 龍が如く〜Beyond the Game〜（2024年10月25日 - 、Amazon Prime Video） - 錦山彰 役[63]
- 今際の国のアリス シーズン3（2025年9月25日配信予定、Netflix） - リュウジ 役[64]

### 映画
- 神童（2007年4月） - 清水賢司 役
- Little DJ〜小さな恋の物語（2007年12月） - 結城周平 役
- ぼくたちと駐在さんの700日戦争（2008年4月） - グレート井上 役
- ごくせん THE MOVIE（2009年7月） - 望月純平 役
- 女の子ものがたり（2009年8月） - 片桐俊夫 役
- THE GAME〜Boy's Film Show〜（2009年8月）
- 銀色の雨（2009年11月） - 主演・平井和也 役
- 海の金魚（2010年4月） - 伊勢ケイイチ 役
- 武士道シックスティーン（2010年4月） - 岡巧 役
- ソフトボーイ（2010年6月） - ノグチ 役
- THE GAME〜Boy's Film Show〜 2010（2010年8月）
- 神様ヘルプ!（2010年8月） - 小橋峻 役
- Paradise Kiss（2011年6月） - 永瀬嵐 役
- シャッフル（2011年10月） - 轟ゲンゴロウ（エラリー） 役
- ギャルバサラ -戦国時代は圏外です-（2011年11月） - 公平 役
- 俺はまだ本気出してないだけ（2013年6月） - 本物の店長役
- オー!ファーザー（2014年5月） - 鱒二 役
- 森山中教習所（2016年7月） - 主演・轟木 役[65]
- 斉木楠雄のΨ難（2017年10月） - 窪谷須亜蓮 役
- ちはやふる -結び-（2018年3月） - 周防久志 役
- サザン30thドキュメンタリー 茅ヶ崎物語 〜MY LITTLE HOMETOWN〜（2018年4月4日）
- 最高の人生の見つけ方（2019年10月） - 三木輝男 役[66]
- おかあさんといっしょ すりかえかめんをつかまえろ!（2020年1月） - いれかえマン 役[67]
- AI崩壊（2020年1月） - 西村悟 役[68]
- ヲタクに恋は難しい（2020年2月） - 坂元真司 役[69]
- 今日から俺は!!劇場版（2020年7月17日） - 主演・三橋貴志 役[70]
- 新解釈・三國志（2020年12月11日） - 周瑜 役[71]
- 劇場版TOKYO MER〜走る緊急救命室〜（2023年4月28日） - 音羽尚 役[72][73]
  - 劇場版TOKYO MER〜走る緊急救命室〜南海ミッション（2025年8月1日）[74]
- 聖☆おにいさん THE MOVIE〜ホーリーメン VS 悪魔軍団〜（2024年12月20日） - 梵天 役[75]

### 劇場アニメ
- 金の国 水の国（2023年1月27日） - 主演・ナランバヤル 役[注 4][76][77]
- 劇場版 SPY×FAMILY CODE: White（2023年12月22日公開） - ルカ 役[78]
- 映画 クレヨンしんちゃん 超華麗!灼熱のカスカベダンサーズ（2025年8月8日公開） - ウルフ 役[79]

### 吹き替え
- ライオン・キング（2019年8月9日） - 主演・シンバ 役[80]
  - ライオン・キング:ムファサ（2024年12月20日） - シンバ 役[81]
- きかんしゃトーマス おいでよ!未来の発明ショー!（2021年3月26日） - ケンジ 役[82]

### 舞台
- avex live creative 舞台「スマートモテリーマン講座」（2011年10月11日 - 19日、天王洲銀河劇場） - 小宮山慎次 役
- 「モンティ・パイソンのスパマロット」（2012年1月9日 - 22日、赤坂ACTシアター） - ガラハッド卿 役
- ロミオ&ジュリエット（2012年4月29日 - 6月10日 / 赤坂ACTシアター、シアターBRAVA!） - ティボルト役
- RENT（2012年10月30日 - 12月2日 / シアタークリエ） - マーク役(主演)
- 悪霊-下女の恋-（2013年8月29日 - 9月23日 / 本多劇場、シアター・ドラマシティ、名鉄ホール） - ハチマン役
- 劇団☆新感線35周年 オールスターチャンピオンまつり「五右衛門vs轟天」（2015年5月27日 - 9月3日） - アンドリュー宝田 役
- cube presents 「ヒトラー、最後の20000年 〜ほとんど、何もない〜」（2016年7月24日 - 9月11日 / 本多劇場 / 北九州芸術劇場 / シアター・ドラマシティ / りゅーとぴあ劇場） - ガブリエル 役  他
- ミュージカル『ヤングフランケンシュタイン』（2017年8月 - 9月、東京国際フォーラムホールC / オリックス劇場） - アイゴール 役[83]
- M&Oplaysプロデュース「流山ブルーバード」（2017年12月8日 - 12月27日、本多劇場 / 島根 / 大阪 / 広島 / 静岡 / 東京・大田区） - 高橋満 役[84]
- 恋のヴェネチア狂騒曲（2019年7月5日 - 28日、新国立劇場 中劇場） - シルヴィオ 役[85]
- 朗読劇「半沢直樹」（2020年9月12日 - 13日、新国立劇場 中劇場） - 森山雅弘 役[86]
- 「モンティ・パイソンのSPAMALOT」（2021年1月18日 - 2月28日、東京建物Briillia Hall / オリックス劇場 / 福岡市民会館大ホール） - ランスロット卿 役

### テレビ番組
- 鶴瓶のスジナシBLITZシアターVol.8（2018年9月10日、TBS） - ゲストアクター
- 夢の鍵（2016年10月8日 - 2018年9月29日[87][88][89]・2019年3月22日[90]、BS-TBS） - ナレーション（小出恵介・番組後期では大谷亮平と週替わり・分担で担当）

### ラジオ
- 賀来賢人 SUZUKI "KENTO'S CLUB"（2019年4月1日 - 2021年3月31日、TOKYO FM）[91]

### CM・広告
- コナミ「ニンテンドーDSウイニングイレブン」（2006年）
- ベネッセコーポレーション「進研ゼミ高校講座」（2006年）
- ロート製薬 ロートリセ「期待？」篇（2008年）
- NTTドコモ「docomo STYLE series」STYLE イルミネーション篇（2009年） - 堀北真希の彼氏役
- RUSS・K（2010年） - イメージキャラクター
- アシックス（2010年）
- 109MEN'S（2013年） - イメージモデル
- 東京ブックマーク（2015年） - イメージキャラクター
- 大塚製薬「ポカリスエットイオンウォーター」（2015年）
- モバイルストライク（2016年）[92]
- 日清食品「日清ラ王」（2017年）
- ダイドードリンコ「miu」（2018年）[93]
- LINE Pay（2018年）[94]
- スズキ「ソリオ」（2019年 - 2020年）
- 「遊☆戯☆王デュエルモンスターズ」×「モンスターストライク」コラボCM『俺のターン』篇（2019年）[95]
- 明星食品「一平ちゃん夜店の焼そば」（2019年）- 2代目一平ちゃんとして出演[96]
- 花王「アタックZERO」（2019年 - ）[97]
- 日本生命保険「みらいのカタチ」（2019年 - 2024年）[98]
- サントリー
  - -196℃ストロングゼロ（2019年）
  - ガツーンとホワイトサワー・サイダーサワー（2020年）
  - ジム・ビーム（2021年 - 2023年） - 井桁弘恵と共演[99]
- 東京シティ競馬「夜遊び方改革」（2019年）
- ソフトバンク「青春放題」（2019年 - 2020年）
- 明治「プロビオヨーグルトR-1」（2019年 - ）
- ブルックス ブラザーズ ジャパン（2020年） - スタイルアイコン“Brooks Brothers Man”就任[100]
- サントリー食品インターナショナル「特茶」（2020年 - 2021年）[101]
- 青山商事「青山探偵事務所」（2020年 - 2021年）
- ユニリーバ・ジャパン「CLEAR」（2021年）
- メルカリ（2021年）[102]
- 日本ケンタッキー・フライド・チキン（2022年 - ）- カーネル・サンダース 役[103]
- NTTコミュニケーションズ「ドコモビジネス」（2022年）[104]
- スクウェア・エニックス「ドラゴンクエストX 目覚めし五つの種族 オンライン」（2022年）[105]
- レバレジーズ 
  - 企業CM（2022年 - ）
  - レバテック（2023年 - ）
- 東海旅客鉄道「会いに行こう」（2023年）- Webでは賀来が「会いに行こう」を歌唱しているバージョンもあった。
- サムソナイト・ジャパン「Samsonite Business」（2023年） - ブランドアイコン[106]
- 味の素「ほんだし」（2023年 - ）[107][108]
- エスエス製薬「エスタックEX NEO」（2023年 - ）[109]
- 味の素冷凍食品「白チャーハン」（2023年 - 2024年）[110]
- コスモ石油（2024年 - ）[111]
- Apple「ミッドナイト IPhone 15 Pro」（2024年）
- 亀田製菓
  - 亀田の柿の種（2024年 - ）[112]
  - ハッピーターン スパイス（2024年 - ）[113][114]
- J-オイルミルズ「オリーブオイル」（2024年 - ）
- Ubie「ユビー」（2024年）[115]
- キリンビール
  - 麒麟特製レモンサワー（2024年 - ）
  - 一番搾り 生ビール（2024年 - ）[116][117][118]
- 小林住宅（2024年 - ）
- Cygames「ウマ娘 プリティーダービー」（2024年）[119]
- キヤノンマーケティングジャパン（2024年 - ）[120]
- ByteDance「TikTok」（2024年）[121]
- SKECHERS（2024年 - ）[122]
- スピークバディ「AI英会話アプリ スピークバディ」（2025年 - ）
- フィリップス・ジャパン「i9000プレステージ ウルトラ」（2025年）[123]

### PV
- Lisa Halim feat.JAY'ED 『切ないくらい、愛してた。』（2008年） - 桐谷美玲と共演
- ghostnote『アマノガワ』（2009年） - 平田薫と共演
- Skoop On Somebody『sha la la』20years Anniversary Ver.@Skoop_jp（2017年10月18日公開） - 15組20名のコラボアーティストのひとり

### ショートムービー
- BONNIE PINK 15周年企画リレー式ショートムービー「フラレラ」
  - 主人公30歳設定「The Last Thing I Can Do」（2010年） - 佐藤江梨子（主人公）と共演

## 書籍

### 写真集
- 『よりみち。』（2010年7月3日、ワニブックス）

### 雑誌連載
- CUTiE「賀来賢人の東京デート日和」（2010年4月 - 6月、宝島社）
- JUNON「賀来賢人のカク命」（2010年4月 - 2011年3月、主婦と生活社）

## 受賞歴
- 2017年
  - ORICON NEWS 2017年ブレイク俳優ランキング 第5位
- 2018年
  - 第99回ザテレビジョンドラマアカデミー賞 主演男優賞（『今日から俺は!!』）
  - ORICON NEWS 2018年ブレイク俳優ランキング 第8位
- 2019年
  - ORICON NEWS 2019年上半期ブレイク俳優ランキング 第4位
  - GQ JAPAN『GQ MEN OF THE YEAR 2019』ブレイクスルー・アクター・オブ・ザ・イヤー賞
  - ORICON NEWS 2019年ブレイク俳優ランキング 第2位
- 2021年　
  - 第45回エランドール賞 新人賞[124]
  - 第29回橋田賞新人賞
  - 第109回ザテレビジョンドラマアカデミー賞 助演男優賞（『TOKYO MER〜走る緊急救命室〜』）
  - 第50回放送文化基金賞 企画賞（『忍びの家 House of Ninjas』）[125]